# Michel Platini (brazylijski piłkarz)
Michel Platini Ferreira Mesquita - "Michel Platini" (ur. 8 września 1983 w Brasílii), brazylijski piłkarz, występujący na pozycji napastnika.

## Kariera piłkarska
Profesjonalną karierę rozpoczął w meksykańskim klubie CF Pachuca w roku 2002. Później występował w klubach w Brazylii, Hongkongu, Bułgarii i Rumunii. Jako gracz prowadzonego przez Krasimira Bałykowa Czernomorca Burgas zdobył trzynaście goli w trzydziestu jeden meczach, a na koniec rozgrywek ze swoją drużyną zajął wysokie siódme miejsce w tabeli ekstraklasy.
Dobra forma i wysoka skuteczność w barwach Czernomorca sprawiły, że latem 2009 roku napastnikiem zainteresował się wicemistrz kraju CSKA Sofia. Brazylijczyk przeszedł do klubu ze stolicy za 500 tysięcy euro. W zespole, którego trenerem jest dawny kolega Bałykowa z reprezentacji Bułgarii Ljubosław Penew. Po trzech sezonach, przeszedł do rumuńskiego FC Dinamo, skąd po jednym sezonie powrócił do poprzedniej drużyny. Latem 2013 roku przeszedł do Łudogorca Razgrad, w barwach którego udało mu się zdobyć 3 bramki w 12 spotkaniach. Następnie, na zasadach wolnego transferu zmienił drużynę na Sławię Sofia. W 2016 roku opuścił Europę i powrócił do gry w brazylijskich klubach. Obecnie jest piłkarzem SE Gama.